# Military Voters Act
Il Military Voters Act fu una legge canadese che autorizzava l'abrogazione sistematica dei diritti civili e concedeva il voto ai militari e alle infermiere dell'esercito in servizio in Europa durante la prima guerra mondiale; venne emanata nell'agosto del 1917 grazie alle forti pressioni del primo ministro e leader conservatore Robert Borden.